# Kafr Tacharim
Kafr Tacharim (arab. ‏كفر تخاريم‎) – miasto w Syrii, w muhafazie Idlib. W spisie z 2004 roku liczyło 10 084 mieszkańców.

## Historia
Z Kafr Tacharim pochodził Ibrahim Hananu, przywódca antyfrancuskiego powstania w 1919 roku.